# Belém (São Paulo)
Pour les articles homonymes, voir Belém (homonymie).
Belém est un quartier situé dans la région centrale de la ville de São Paulo, à l'est du centre dit historique de la capitale. Malgré sa position géographique, il appartient à la région administrative du sud-est de la commune, le district faisant partie de la sous-préfecture de Mooca.
Il a une superficie de 6 km², dont une partie est située sur une colline. La région est baignée par la Tietê, la plus grande rivière de São Paulo, qui est en cours de dépollution . Il y avait beaucoup de fermes et de chácaras dans la région avant l'urbanisation du district.
Il s'agit d'un lieu historique dans l'histoire de la ville, car dans le dernier quart du XIXe siècle, avec les districts limitrophes de Brás et Mooca, il a connu le début de l'industrialisation à São Paulo (les usines de tissu et de verre étaient caractéristiques du district).
Belém abrite un point de repère important à São Paulo et dans le pays lui-même : Vila Maria Zélia, le premier village ouvrier du Brésil. Conçue par l'industriel Jorge Luis Street, le village s'inscrivait dans le prolongement de son industrie, offrant des conditions de logement décentes aux ouvriers qui y travaillaient.
Belém est composée de plusieurs quartiers, ce qui la rend diversifiée dans son identité. Parmi les plus connus figurent Belenzinho, le quartier où se trouve le parc national de Belém, et Vila Maria Zélia, un quartier historiquement précieux, abritant le premier complexe résidentiel du Brésil. Le quartier de Catumbi, un autre ancien quartier industriel, conserve certaines des caractéristiques de l'ancienne industrie du quartier. Ces zones résidentielles et commerciales font de Belém une région de contraste et d'intégration, avec une documentation d'industrialisation à un niveau tandis que la modernisation se développait.
Sa population est passée de 39 712 à 45 057 habitants, selon les données respectives de 2000 et 2010.
Le district est desservi par la ligne 3 du métro de São Paulo. Il dispose d'une unité SESC et abrite le parc d'État de Belém.

## Limites
- Nord : Tietê.
- Est : Ponte do Tatuapé et avenida Salim Farah Maluf.
- Sud : Rua Florindo Brás, avenida Álvaro Ramos, rua Itamaracá, rua Siqueira Bueno et ligne 3 du métro de São Paulo.
- Ouest : Viaduto et rua Bresser, rua Santa Rita et rua Paulo Andreghetti.

## Districts limitrophes
- Vila Guilherme et Vila Maria (Nord).
- Tatuapé (Est).
- Água Rasa et Mooca (Sud).
- Brás et Pari (Ouest).

## Quartiers

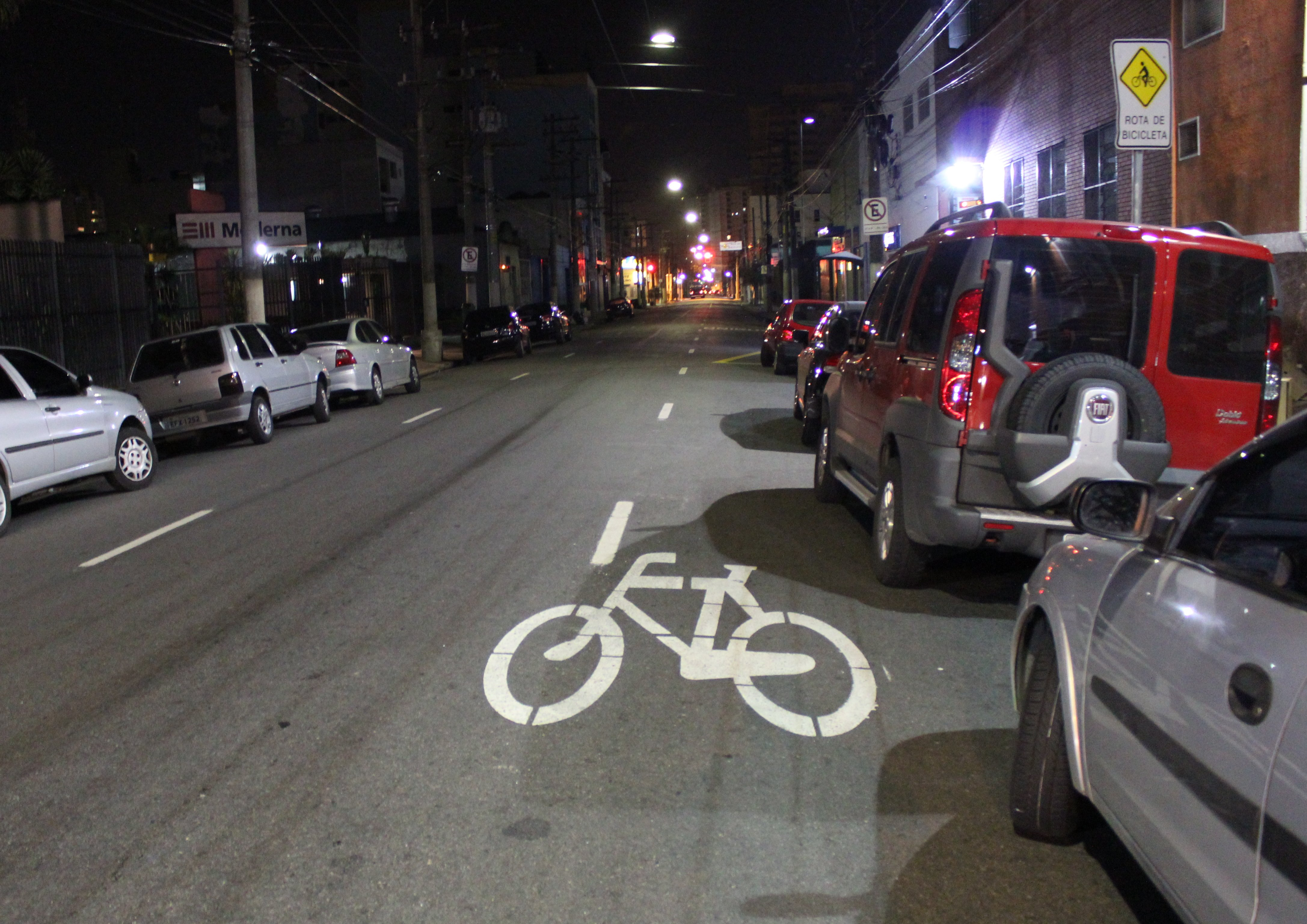
Une rue du district

- Belenzinho
- Catumbi
- Chácara Tatuapé
- Quarta Parada
- Vila Maria Zélia

## Tourisme
- Parc d'État de Belém ;
- SESC Belenzinho ;
- Temple de Salomon (IURD) ;
- Vila Maria Zélia

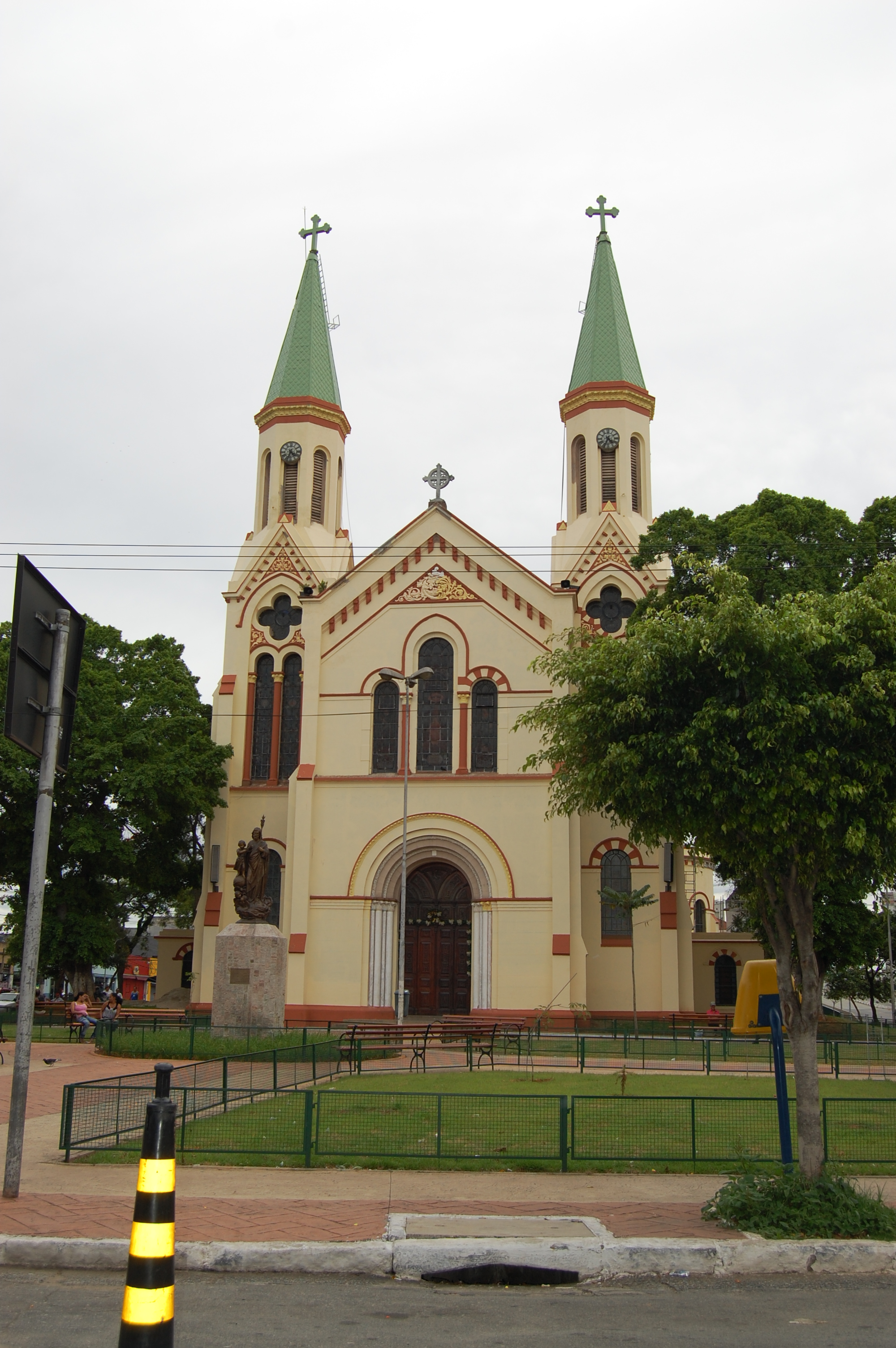
Largo São José do Belém - centre du district

- Assemblée de Dieu-Ministère de Belém (siège)